# Glypta kincaidi
Glypta kincaidi är en stekelart som beskrevs av Dasch 1988. Glypta kincaidi ingår i släktet Glypta och familjen brokparasitsteklar. Inga underarter finns listade i Catalogue of Life.